# Geoffrey Vaughan
Geoffrey Vaughan (ur. 9 kwietnia 1933 w Sydney, zm. 4 stycznia 2018) – australijski naukowiec, edukator i rugbysta, reprezentant kraju.
Uczęszczał do Homebush Boys' High School w Sydney i reprezentował szkołę w rugby union, pływaniu i waterpolo. Od 1950 roku studiował na Sydney University, nie występował jednak w uczelnianym zespole rugby, a pozostał związany ze swoim juniorskim klubem Western Suburbs, a po jego spadku z najwyższej dywizji Shute Shield przeszedł do Drummoyne DRFC. W 1956 roku ukończył studia chemiczne z tytułem Master of Science, po czym przeniósł się do Melbourne, gdzie podjął naukę na kierunku mikrobiologia na Melbourne University w celu uzyskania tytułu Doctor of Philosophy. Namówiony przez Neda Moreya związał się z Power House RUFC i jako kapitan poprowadził go do triumfu w stanowych rozgrywkach, po roku jednak przeszedł do Melbourne University RFC, z którym w ciągu kolejnych ośmiu lat zdobywał to trofeum czterokrotnie. Otrzymywał wówczas także powołania do zespołu reprezentującego stan Victoria.
Został wybrany do australijskiej kadry na odbywające się na przełomie lat 1957/58 tournée po północnej półkuli, w ramach którego wystąpił w trzech testmeczach. Po powrocie do Australii wystąpił w kolejnych trzech przeciwko New Zealand Māori, po czym zawiesił karierę reprezentacyjną skupiając się na pracy doktorskiej. W 1960 roku trzykrotnie zagrał jeszcze dla reprezentacji australijskich uniwersytetów z jej nowozelandzkim odpowiednikiem. Pozostał następnie związany ze sportem w roli działacza; był członkiem zarządu VRU oraz koordynatorem zawodów w ramach Australian University Games i World Seniors' Games; w latach osiemdziesiątych grał też w zawodach weteranów.
Od 1961 roku był wykładowcą w Victorian College of Pharmacy, w latach 1968-1978 dziekanem, a przez następne osiem lat zarządzał całą uczelnią. W latach 1987–1990 był dyrektorem Chisholm Institute of Technology, zaś przez kolejne dwa wicekanclerzem Monash University, który przejął te dwie uczelnie. Przeszedł następnie na stanowiska w administracji rządowej. Był członkiem stowarzyszeń branżowych (Pharmaceutical Society of Australia, Society of Hospital Pharmacists of Australia, Pharmaceutical Society of Great Britain), członkiem władz instytucji publicznych (Questacon, Therapeutic Goods Administration, Australijski Czerwony Krzyż, Australian and New Zealand Association for the Advancement of Science, Industry Research and Development Board, Cooperative Research Centres Committee) i przedsiębiorstw medycznych (BresaGen, Cytopia, Institute of Drug Technology Australia).
W 2001 roku otrzymał Centenary Medal, zaś pięć lat później Order Australii w randze oficera za zasługi w dziedzinie badań i edukacji. Jego nazwisko nosi przyznawane na Monash University stypendium biologiczno-chemiczne.
Żonaty z Jennie, trzech synów i córka.